# Đinh Bô Cương
Đinh Bô Cương (chữ Hán: 丁逋剛, ?-?), còn được đọc là Đinh Bộ Cương, là một danh sĩ và đại thần Đại Việt thời Hậu Lê, làm quan trải hai đời vua Lê Thánh Tông, Lê Hiến Tông, thăng tới chức Hình bộ Thượng thư. Ông là người có vai trò quan trọng trong việc chiêu dân lập ấp, khai khẩn nên các xã vùng hữu ngạn tổng Cát Ngạn (nay là các xã Thanh Liên, Thanh Mỹ, Hạnh Lâm, thuộc hữu ngạn sông Lam, huyện Thanh Chương).

## Sự nghiệp

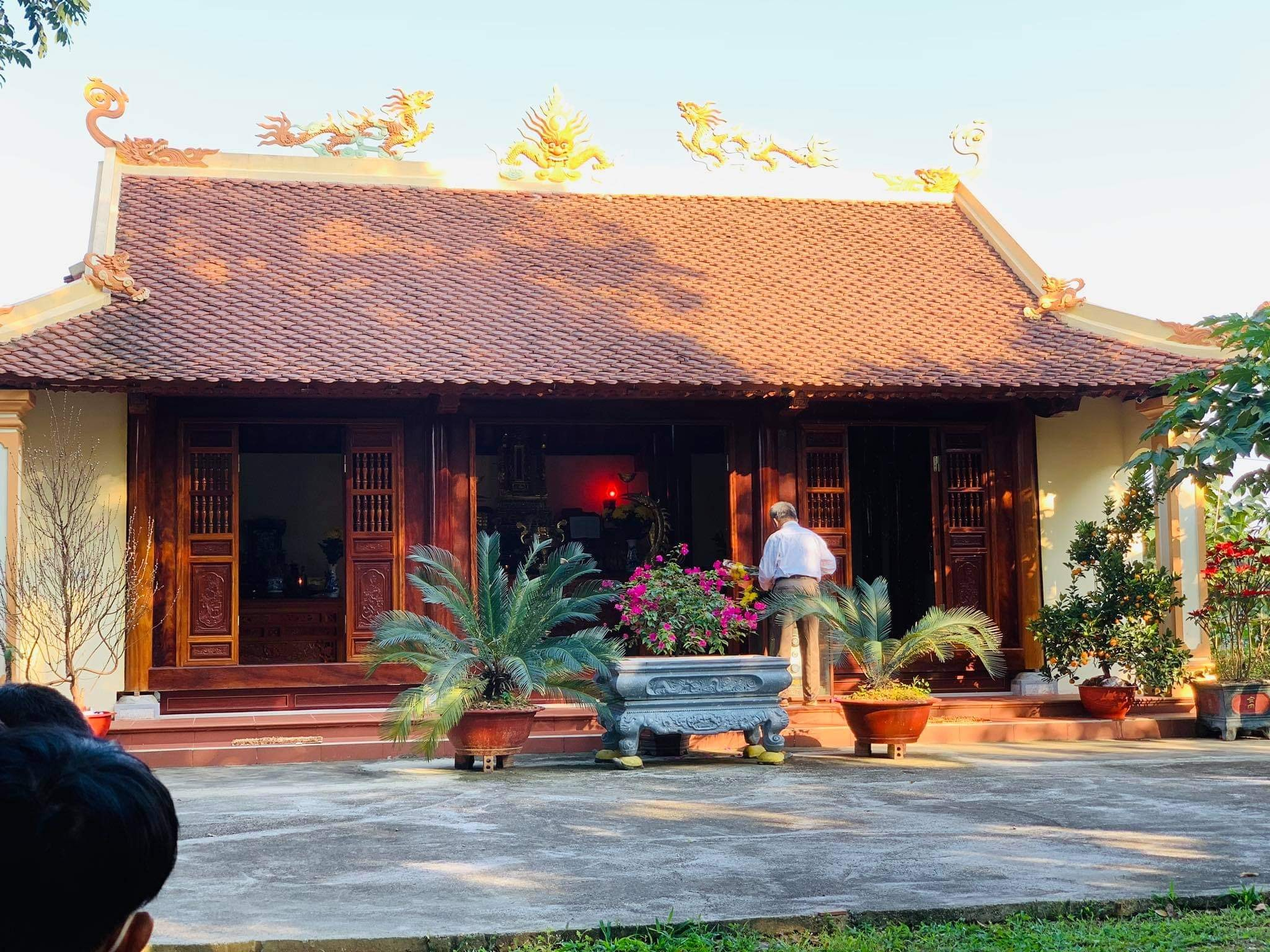
Đền thờ Thành hoàng Đinh Bô Cương ở xóm Liên Trường, xã Thanh Liên, huyện Thanh Chương, năm 2019

Theo lời chú của các sử quan nhà Nguyễn khi soạn bộ sử Khâm định Việt sử thông giám cương mục, quê Đinh Bô Cương ở làng Cao Môn, tổng Cát Ngạn, huyện Thanh Giang, phủ Đức Quang, xứ Nghệ An.
Đinh Bô Cương làm đến chức Tri huyện dưới triều vua Lê Thánh Tông, đến năm 1467, vua Lê Thánh Tông hạ lệnh cho các quan trong triều xét những viên huyện lệnh nào là người cương trực dám đấu chọi với kẻ gian tà, thì mỗi viên quan trong triều đều được đề cử một người. Lúc ấy, Nguyễn Như Đổ, thượng thư bộ Lại, đề cử nhóm Nguyễn Thế Mỹ (tám người) để ứng tuyển. Nhà vua xét thấy những người ấy đều mới ra làm quan, tài cán tầm thường, nên lại hạ lệnh cho cử lấy mười người hiện làm quan trong kinh từ hàng ngũ phẩm trở xuống. Lúc ấy Thái bảo Lê Niệm cử Công khoa cấp sự trung Lương Thế Vinh; Đô đốc Trịnh Văn Sái cử Hội khoa cấp sự trung Đặng Thục Giáo; Thượng thư Trần Phong cử Thượng bảo tự khanh Dương Tông Hải. Nhà vua xem tờ tâu của bọn Lê Niệm, thấy những người được đề cử nhiều người làm quan không xứng với chức vụ, bèn lựa bỏ họ tên Lương Thế Vinh, chỉ để lại tên hai người ở trong hàng tuyển cử, là: giáo thụ Nguyễn Nhân Tùy và Tri huyện Đinh Bô Cương.
Sau khi được vua Lê Thánh Tông cất nhắc, cùng năm đó ông được bổ nhiệm cùng với Quốc tử giám thụ Nguyễn Nhân Tùy, Giám bạ Đào Nhân Tùy, Tri huyện Lê Bá Tu, Minh hình tri viên ngoại lang Đào Lang Chủng làm giám sát ngự sử các xứ Hải Tây, Hải Đông, Hải Bắc, Hải Nam.
Vua Lê Thánh Tông mất năm 1497, người con trưởng lên làm vua, tức vua Lê Hiến Tông. Năm 1499, lúc ấy Đinh Bô Cương giữ chức Hình bộ Thượng thư được cử làm Giám thí cho cuộc thi Đình, đầu bài hỏi về nhân tài và vương chính.
Theo sách "Nghệ An ký", do Tiến sĩ Bùi Dương Lịch biên soạn, phần "Thanh Chương huyện chí", mục "Nhân vật chí", tiết "Văn nhân", chép ông ở vị trí thứ 15 theo thứ tự niên đại đăng khoa hoạn.
Sau khi nghỉ việc quan, Đinh Bộ Cương về quê, ngược dòng sông Giăng cách nhà khoảng 10 km, khai khẩn đất hoang, vừa canh tác vừa mở trường dạy học theo phương thức "Dĩ nông tàng Nho". Ông vừa chiêu tập dân đinh, khai khẩn hoang hóa thành làng Môn Trang (Trang ấp người Cao Môn), vừa cho xây dựng con đập cùng công trình dẫn thủy nhập điền vào cánh đồng Môn Điền. Truyền thuyết ở đây còn kể rằng, khi ông về đây, vùng này còn hủ tục cưới vợ cho Hà Bá. Cuối năm 1497, ông nhiều lần cùng quân lính và tráng đinh khỏe mạnh đi thuyền lên thượng nguồn sông Giăng, gọi là thăm Hà Bá, nhưng cốt là chỉ cho mọi người biết lý do tại sao mỗi năm lại có lũ lụt, lại cho người về kinh thuê người vẽ địa đồ, cho di dời dân chúng ra khỏi nơi nguy hiểm, dạy dân cách dựng nhà cho kiên cố, lại dâng biểu xin vua cho đắp đập sông Giăng. Biểu dâng nhiều lần nhưng chưa được vua phê duyệt thì ông mất, mặc dù vậy dưới sự cai trị sáng suốt, chính sách đúng đắn, ông đã xóa bỏ được tục cưới vợ cho thần sông Giăng, đem lại cuộc sống thanh bình cho dân chúng.
Ông qua đời và được an táng tại quê nhà, nay thuộc xã Hạnh Lâm, huyện Thanh Chương, Nghệ An, được dân làng tôn làm Thành hoàng.

## Nhận định
Tiến sĩ Bùi Dương Lịch bình luận về ông như sau:
| “                                                                                 | "Xem trong các vị thờ tại Văn Miếu bản huyện không có ông. Phải chăng tiền bối không thấy tên ông trong đăng khoa lục. Nói về văn chương đức nghiệp, Đinh tướng công lọt vào thịnh tuyển bút phê Quang Thuận thứ 8, phải chăng là đại đình văn chương sao? Trải Hình bộ thượng thư hai triều của thời thịnh Lê, phải chăng là đức nghiệp sao? Huống hồ hai chữ Thượng thư đâu dễ mạo xưng. Vào thời Trung Hưng, không quan tâm tới ngụy thiết, đến thế đại xa xưa, sự tích bị bụi thời gian che phủ, danh hiệu thượng thư trở thành mộ cổ. Chuông vàng di tích Môn Trang và gia thế của người trở thành tàn biên cựu độc. Chỉ còn bia miệng của bản xã là không mai một. So với bi ký thái học, ai mờ ai tỏ. Rằng, văn chương đức nghiệp như thế đã đủ để thờ. Cố nhiên, nếu chú ý đến thể chế của huyện là coi trọng chính khoá, thì Chu Quang Trứ - Hoàng giáp khoa Thuận Bình, Giáp Dần; Nguyễn Trọng Đường - Tiến sĩ khoa Cảnh Hưng, Kỷ Hợi đâu phải chính khóa. Rằng là chính khoá, sinh thời đại bảng sách danh; khi mất, văn đàn hiển hiện, tất tật đều là khoa bảng. Huyện thể như thế từ trước huyện ta đã từng thờ các vị văn giai hiển hoạn như Hoàng Xá Thẩm Hình Phan tướng công, Võ thần có công đưa tư văn, như Vấn Điền Phan Thái quận công và Văn Giám, Nhân Thành lại không dựa vào khoa mục. Khoa mục của Đinh tướng công, có hay không chưa dám chắc, nhưng chức danh thượng thư và từng được nhà vua ngự bút tuyển chính trực, để trở thành người phá thiên hoang cổ trại - khai khoa của một vùng, từng là quan minh chính thịnh triều. Đó là những phù di thánh huấn. Như các ông Thẩm hình Phan Thái, Văn Giám e cũng phải nhún nhiều, bản huyện cũng lấy đăng danh đại bảng và Võ thần hiển hoạn có công văn giáo mà thờ. Sẽ là thiếu sót khi chưa nghiên cứu để tròn bổn phận đàm ân" | ” |
| — Bùi Dương Lịch, "Nghệ An ký", phần "Thanh Chương huyện chí", mục "Nhân vật chí" | |   |

Bia "Cát Ngạn tổng Văn chỉ bia" đặt tại xã Thanh Liên ghi về ông như sau:
Đinh Bô Cương, Quang Thuận, Đinh Hợi, Chính trực thịnh tuyển, đệ nhị danh sĩ chí, Hình bộ Thượng Thư, phong tặng Thành hoàng Đức Nhuận.

## Tưởng niệm

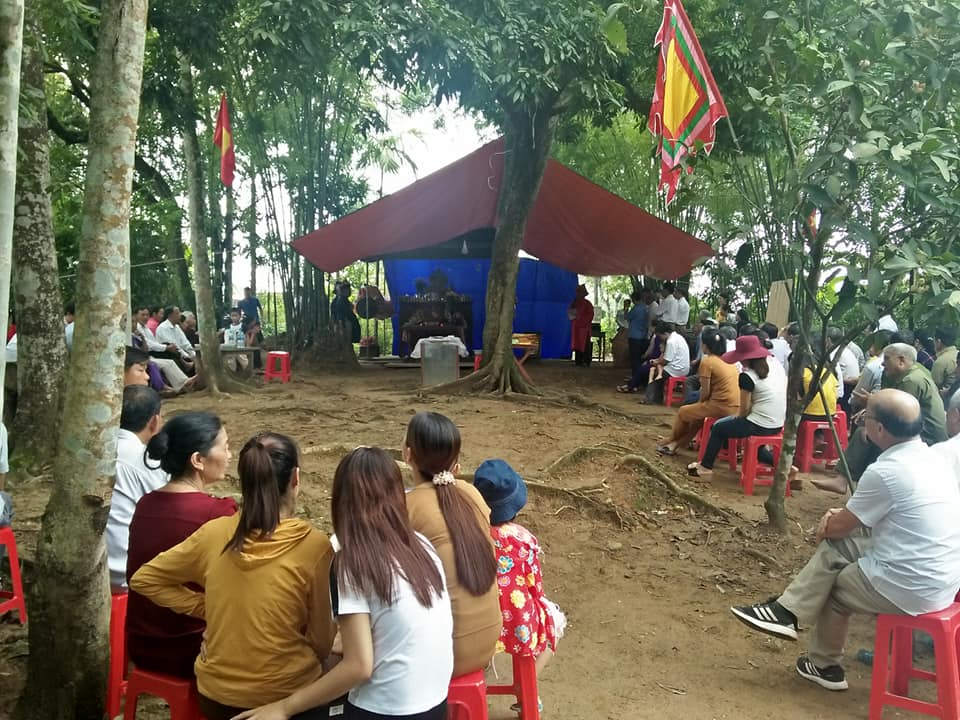
Lễ tế Thành hoàng Đinh Bô Cương tại đền thờ ở xóm Liên Yên, xã Thanh Liên, năm 2018

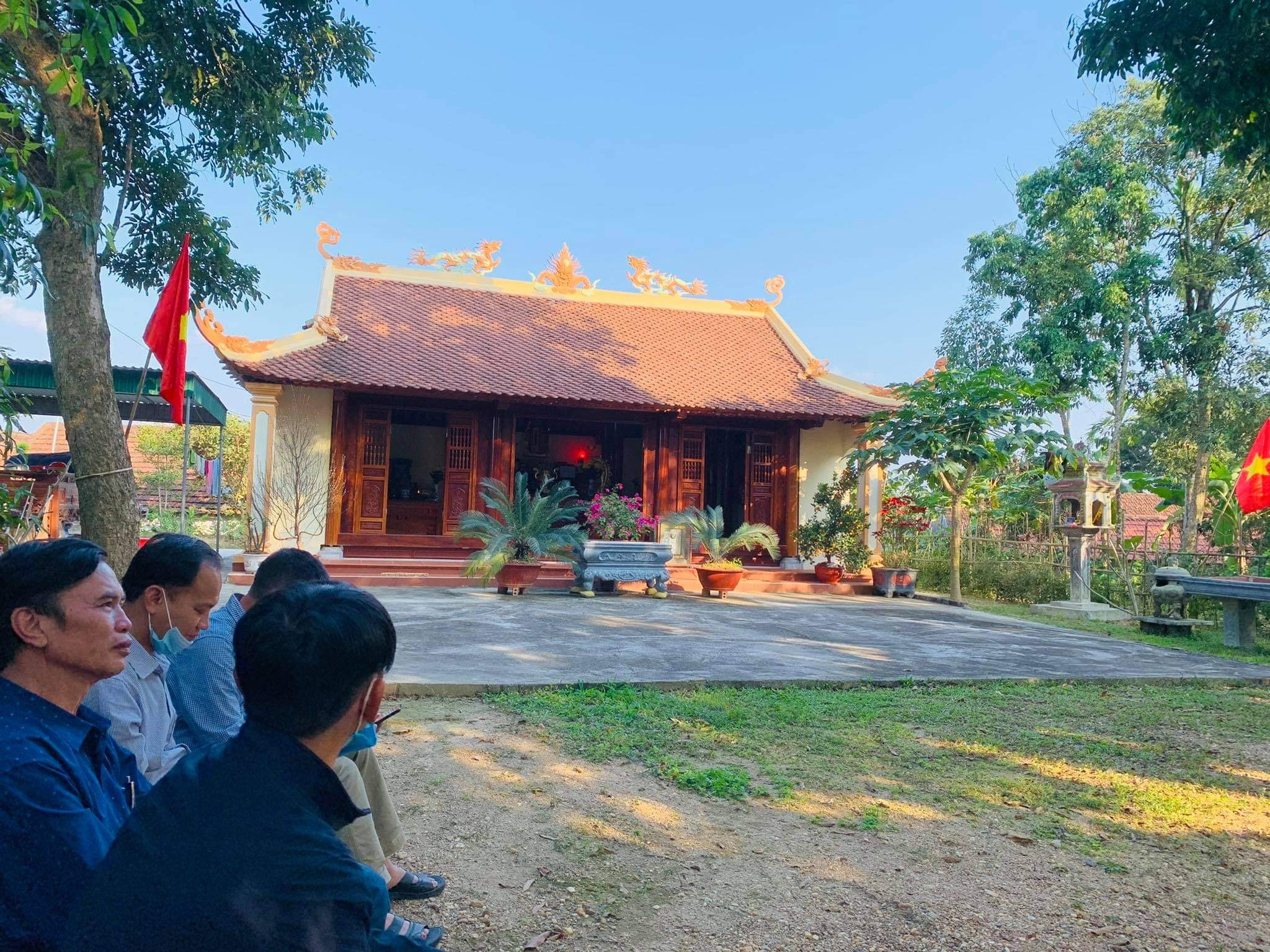
Đền thờ mới Thành hoàng Đinh Bô Cương chính thức đi vào hoạt động từ ngày 01 tháng 12 năm 2019

Do có công lớn trong việc chiêu dân lập ấp, khai khẩn, ông được dân làng Cao Môn, tức xã Thanh Liên, huyện Thanh Chương, tôn làm Thành hoàng và được triều đình sắc phong chính thức. Vùng khai khẩn vẫn còn lưu giữ nhiều di tích như khu mộ 7 ngôi, trong đó có ngôi của ông, ở đất Tràng Học là nơi ông mở trường dạy học; Đền Bản Cảnh do ông lập nên cầu giang sơn phù hộ cho mọi người khi vào rừng khai khẩn (Theo Tàng thư họ Mai, Cát Ngạn); Lò Vôi (theo Tàng thư họ Mai, cũng do ông xây dựng, nhưng theo Thanh Chương huyện chí, lò vôi xây dựng vào năm 1808); Điểm phát lộ tiền cổ cùng nhiều cổ vật khác ở Động Chuyền, hữu ngạn Rào Con cách Cửa Rào khoảng 1 km, vào những năm đầu thế kỷ XXI; Còn phải kể tới: Dãy Lèn Môn Trang, còn gọi là lèn Yên Sơn (tức Yến Sơn - núi én) gồm 3 hòn: Lèn Thượng - Lèn Hạ - Lèn Một là những kì quan thiên tạo, nơi chứa nhiều sự tích của vùng Hạnh Lâm; và ngược dòng sông Giăng tới Môn Sơn, Lục Dạ, nay thuộc huyện Con Cuông, đều là những địa danh gắn với tên tuổi và sự nghiệp của ông.
Ở làng Cao Môn trước đây có ngôi đình làng và đền thờ Đinh Bô Cương, nhưng do hoàn cảnh lịch sử, ngôi đình và đền thờ đã bị phá hủy. Cho đến năm 2012, ông Lưu Công Mân, một Thiếu tá QĐND Việt Nam trong kháng chiến chống Mĩ, người ở xã Thanh Liên mới kêu gọi Ủy ban nhân dân xã Thanh Liên, các đoàn thể và cá nhân trong xã dựng một am thờ nhỏ ngay tại nền cũ của đền thờ ở tại xóm Liên Trường, xã Thanh Liên, huyện Thanh Chương. Hằng năm vào ngày 16/06 âm lịch, vốn là ngày tế lễ ngày trước đều tổ chức tế lễ, do chủ tịch UBND xã Thanh Liên làm chủ tế.
Ngày 01 tháng 12 năm 2019, ngôi đền được xây mới trên nền đất cũ đã được hoàn thành bằng nỗ lực của chính quyền xã Thanh Liên và người dân nơi này.